# Adelocera alluaudi
Adelocera alluaudi is een keversoort uit de familie van de kniptorren (Elateridae). De wetenschappelijke naam van de soort werd voor het eerst geldig gepubliceerd in 1919 door Edmond Fleutiaux.